# Methode van Jacobi
In de numerieke wiskunde is de methode van Jacobi, genoemd naar de Duitse wiskundige Carl Jacobi, een algoritme om iteratief een benaderde oplossing te vinden voor een stelsel van lineaire vergelijkingen. De methode van Jacobi is net als de Gauss-Seidel methode en de SOR-methode een speciale splitsingsmethode. De methode werd ontwikkeld, omdat Gauss-eliminatie weliswaar een exacte oplossing geeft, maar erg gevoelig is voor rekenfouten. Een iteratieve benadering heeft hier minder last van.  

## Methode
Bij de methode van Jacobi wordt de matrix {\displaystyle A} van het stelsel lineaire vergelijkingen
{\displaystyle Ax=b}
gesplitst in de hoofddiagonaal {\displaystyle D} en de rest:
{\displaystyle A=D+R}
De vergelijking kan dan geschreven worden als:
{\displaystyle Dx+Rx=b}
of, mits {\displaystyle A} inverteerbaar is, als
{\displaystyle x=D^{-1}(b-Rx)}
De iteratieve benadering van de oplossing verloopt via: 
{\displaystyle x^{(m+1)}=D^{-1}(b-Rx^{(m)})}
Uitgeschreven in de elementen van de matrices en de vectoren betekent dit voor het stelsel van {\displaystyle n} lineaire vergelijkingen met {\displaystyle n} onbekenden 
{\displaystyle {\begin{matrix}a_{1,1}x_{1}+\ldots +a_{1,n}x_{n}&=&b_{1}\\a_{2,1}x_{1}+\ldots +a_{2,n}x_{n}&=&b_{2}\\&\vdots &\\a_{n,1}x_{1}+\ldots +a_{n,n}x_{n}&=&b_{n}\\\end{matrix}}}
dat het {\displaystyle i}-de element van de {\displaystyle (m+1)}-ste iteratie berekend wordt, 
uitgaande van een willekeurige startwaarde {\displaystyle x^{(0)}}, als:
{\displaystyle x_{i}^{(m+1)}={\frac {1}{a_{i,i}}}\left(b_{i}-\sum _{j\not =i}a_{i,j}\cdot x_{j}^{(m)}\right)}
Een minimale voorwaarde is dat de diagonaalelementen {\displaystyle a_{i,i}} ongelijk zijn aan 0. Voor de convergentie van de methode van Jacobi is strikte diagonale dominantie van de matrix {\displaystyle A} voldoende.